# BIBI (歌手)
BIBI（ビビ、朝: 비비、1998年9月27日 - ）は韓国のR&B歌手、女優。韓国・蔚山広域市出身。本名はキム・ヒョンソ（朝: 김형서、漢: 金亨瑞）。FEELGHOOD music所属。

## デビューまでの略歴
1998年9月27日、父親と母親との間に二人姉妹の長女として生まれる。小学生まで蔚山広域市で育ち、中学生からは慶尚南道昌原市へ移住した。幼少期から人と話すことに対して苦手意識を持ち、話したいことを歌詞に書き留めて音楽として表現したのがきっかけで音楽へ親しみを持ち始める。
2015年からSoundCloudに歌声を投稿し始め、今後発展しそうな新人を発掘して点数をつけるのが趣味であるユン・ミレがその歌声を発見し、夫でもあるタイガーJKにも紹介した。聞き込みで偶然手に入れたBIBIの連絡先でBIBIとその両親に会って音楽についての話をした後にユン・ミレとタイガーJK夫婦と共に共同作業をし始め、自然な流れで現在の事務所である「FEELGHOOD music」に契約。
元々ユン・ミレ夫婦はBIBIの音楽的感覚から大手事務所の練習生に入って年もある程度取っていると思っていたが、コンタクトを取った際に無所属かつ高校生であったことに驚いたと後に話している。
2018年から翌年にかけ、ユン・ミレとタイガーJKの紹介によりサバイバル番組「THE FAN」に出演し、準優勝を獲得した。
2019年5月15日、1stシングル「石鹸（原語表記: 비누）」でデビューを果たした。

## 人物
BIBIの活動名で広く知られているが実際は略称であり、本来は「Naked BIBI」がフルネームである。赤ちゃんのように純粋で、若々しい姿を見せたいという意味が込められている。
妹はtripleSのキム・ナギョン（朝: 김나경）。MBTIはINFPで外見的に周囲からよくE（外向型）のように見えると言われることがあるが、一人でいる事が嫌な点以外は全て内向的な性格に近いと自身で語っている。
IZ*ONE出身のイェナと親交がある。ドラマ「女子高推理部」での共演から親しくなり、イェナのソロデビュー曲である「SMILEY」のフィーチャリングにも参加している。またSISTAR出身のヒョリンとも親交があり、2022年のMAMA AWARDSではコラボステージを披露した。
2024年に注意欠如多動症（ADHD）であることを公表している。

## ディスコグラフィ

### フルアルバム
| No  | タイトル                                  | 収録曲 |
| --- | ----------------------------------------- | --- |
| 1st | Lowlife Princess: Noir （2022年11月18日） | 1. Intro 2. 철학보다 무서운건 비비의 총알 3. 나쁜X 4. 가면무도회 5. 모토스피드 24시 6. 불륜 7. Loveholic's hangover (Starring Sam Kim) 8. Wet Nightmare 9. 마녀사냥 10. Lowlife Princess 11. 조또 12. City Love |

### ミニアルバム
| No  | タイトル                                        | 収録曲                                                                                            |
| --- | ----------------------------------------------- | ------------------------------------------------------------------------------------------------- |
| 1st | 사랑하는 사람들을 위한 지침서 （2019年6月12日） | 1. 나비 2. Give Me CareLess 3. Pretty Ting (Feat. キム・スンミン) 4. Fedexx Girl (Feat. チャンモ) |
| 2nd | 인생은 나쁜X （2021年4月28日）                  | 1. Umm… Life 2. BAD SAD AND MAD 3. 피리 (PIRI the dog) 4. Birthday Cake 5. 인생은 나쁜X           |

### シングル
- 비누（石鹸、BINU、2019年5月15日発売）
- 자국（跡、Step?、2019年11月28日発売）
- LISTEN 035 신경쓰여（LISTEN 035 気になる、Restless、2020年2月2日発売）
- 사장님 도박은 재미로 하셔야 합니다（社長 賭博は面白半分でやらないといけません、KAZINO、2020年4月29日発売）
- 안녕히（さようなら、I'm good at goodbyes、2020年7月10日発売）
- Dingo X 비비 (BIBI)（Dingo X ビビ (BIBI)、2020年8月6日発売）
- 사랑의 묘약（愛の妙薬、Eat My Love、2021年2月1日発売）
- WHY Y（2021年7月27日発売）
- PADO（2021年9月10日発売）
- The Weekend（2021年10月14日発売）
- 가면무도회（仮面舞踏会、Animal Farm、2022年9月27日）

### OST
- 소소한 해피 엔딩（些細なハッピーエンディング） - ビッグピクチャーハウス OST Part.2、2020年3月29日リリース
- 오늘 밤은 말야（今夜はね） - ビックピクチャーハウス OST Part.3、2020年4月18日リリース
- 난（私は） - Liveon OST Part.2、2020年12月8日リリース
- Timeless - 怪物 OST Part.2、2021年3月6日リリース
- 내 곁에 있어줘요（私のそばにいてください） - オー! マスター OST Part.5、2021年5月6日リリース
- Never Gonna Come Down - シャン・チー/テン・リングスの伝説 OST、2021年9月3日リリース
- 우리가 헤어져야 했던 이유（私たちが別れなければならなかった理由） - その年、私たちは OST Part.2、2021年12月13日リリース
- 아주 천천히（とても徐々に） - 二十五、二十一 OST Part.3、2022年2月20日リリース

### 参加楽曲
| リリース日     | アーティスト                   | アルバム名                                           | 参加曲                                                         | 参加形態                     |
| -------------- | ------------------------------ | ---------------------------------------------------- | -------------------------------------------------------------- | ---------------------------- |
| 2017年12月1日  | BLACK NINE                     | ASSASINE: THE BEGINNING OST                          | Pay back (feat. BIBI)                                          | フィーチャリング、作曲       |
| 2017年12月18日 | タイガーJK、ユン・ミレ         | Ghood Family                                         | Ghood Family (feat. ビジ、BLACKNINE、BIBI、MRSHLL)             | フィーチャリング             |
| 2018年1月17日  | Bizzy                          | Ooh Ah                                               | Ooh Ah (Feat. BIBI)                                            | フィーチャリング             |
| 2018年11月14日 | ドランクンタイガー             | Drunken Tiger X : Rebirth Of Tiger JK                | 어색해지지 말자 (Do I Lust For You) (Feat. BIBI)               | フィーチャリング             |
| 2019年3月15日  | twlv                           | Blueline                                             | Eleven (feat. BIBI)                                            | フィーチャリング、作詞       |
| 2019年8月8日   | Crucial Star                   | 해먹 (Hammock)                                       | 해먹 (Hammock) (feat. BIBI)                                    | フィーチャリング、作詞、作曲 |
| 2019年12月1日  | パク・ジニョン                 | FEVER                                                | FEVER (Feat. SUPERBEE & BIBI)                                  | フィーチャリング、作詞       |
| 2020年1月18日  | twlv                           | K.I.S.S                                              | Te Quiero (feat. BIBI)                                         | フィーチャリング、作詞       |
| 2020年3月24日  | nafla                          | u n u part. 2                                        | 자랑 (show off) (feat. BIBI)                                   | フィーチャリング、作詞       |
| 2020年4月21日  | ペンス、タイガーJK、Bizzy      | BILLBOARD PROJECT Vol.1                              | 펭수로 하겠습니다 (This is Pengsoo)                            | フィーチャリング、作詞       |
| 2020年6月1日   | TWICE                          | MORE & MORE                                          | MORE & MORE                                                    | 作詞                         |
| 2020年7月1日   | ZICO                           | RANDOM BOX                                           | 웬수 (Love & Hate) (feat. BIBI)                                | フィーチャリング、作詞       |
| 2020年10月14日 | Chancellor                     | Automatic                                            | Automatic (Feat. Babylon, TWELVE, ムン・スジン, BIBI, Jiselle) | フィーチャリング、作詞       |
| 2020年10月19日 | B1A4                           | Origine                                              | 무중력 (Zero Gravity) (feat. BIBI)                             | フィーチャリング             |
| 2020年10月20日 | Crush                          | with HER                                             | She Said (With BIBI)                                           | フィーチャリング、作詞、作曲 |
| 2020年11月15日 | Way Ched                       | EVERYTHING                                           | EVERYTHING (feat. チャンモ, Coogie, ASH ISLAND & BIBI)         | フィーチャリング、作詞、作曲 |
| 2020年12月4日  | Lil Cherry                     | CHEF TALK                                            | MUKKBANG! - REMIX (feat. Jay Park, BIBI, Dumbfounded)          | フィーチャリング、作詞       |
| 2020年12月12日 | QM                             | 돈숨 (MONEY BREATH)                                  | 카누 (Canoe) (feat. BIBI)                                      | フィーチャリング、作詞、作曲 |
| 2020年12月20日 | ミン・ギョンホ、キム・ヒチョル | 한량(우주힙쟁이)                                     | 한량 (feat. BIBI) (prod. 딘딘)                                 | フィーチャリング、作詞       |
| 2020年12月12日 | Dingo Freestyle                | 격리해제 (CODE CLEAR)                                | 격리해제 (CODE CLEAR)                                          | #17パート                    |
| 2021年4月10日  | ホ・ウォンヒョク               | 高等ラッパー4 セミファイナル1                        | Meu Tempo (Feat. BIBI & Simon Dominic) (Prod. GRAY)            | フィーチャリング、作詞       |
| 2021年7月5日   | チョン・ソヨン                 | Windy                                                | Is this bad b****** number? (Feat. BIBI), イ・ヨンジ)          | フィーチャリング、作詞       |
| 2021年8月9日   | HYO                            | Second                                               | Second (Feat. BIBI)                                            | フィーチャリング、作詞       |
| 2021年8月26日  | Lolo Zouaï                     | Galipette                                            | Galipette (BIBI Remix)                                         | フィーチャリング、作詞       |
| 2021年9月25日  | CAMO                           | HANG OUT : HIPHOPPLAYA COMPILATION ALBUM 2021 Part 8 | TYT (Feat. BIBI) (Prod. DAKSHOOD)                              | フィーチャリング、作詞、作曲 |
| 2021年10月24日 | Owell Mood                     | Picky Baby (feat. BIBI)                              | Picky Baby (feat. BIBI)                                        | フィーチャリング、作詞、作曲 |
| 2022年1月17日  | YENA                           | ˣ‿ˣ (SMiLEY)                                         | SMILEY (feat. BIBI)                                            | フィーチャリング、作詞       |
| 2022年7月11日  | チョンハ                       | Bare&Rare Pt.1                                       | Crazy Like You (Feat. BIBI)                                    | フィーチャリング、作詞       |

## ツアー
- 来てくれませんか？ - 2022年12月28日 YES24ライブホール

## 評価
Spotifyのグローバル新人発掘プロジェクトである「RADAR Korea」が主催する「2020 Top5 Most Streamed RADAR Korea Artist」に選定された。

## 受賞
- 2021 ブランド顧客忠誠度大賞 - R&B・ソウルアーティスト部門[12]
- 2024 第60回百想芸術大賞の映画部門で女子新人演技賞を受賞